# NGC 5954
NGC 5954 este o unbarred spiral galaxy⁠(d) situată în constelația Șarpele. A fost descoperită în 17 aprilie 1784 de către William Herschel. Se află la o distanță de 30,8 de megaparseci de Pământ.